# Viviennea sulfurea
Viviennea sulfurea är en fjärilsart som beskrevs av William Schaus 1905. Viviennea sulfurea ingår i släktet Viviennea och familjen björnspinnare. Inga underarter finns listade i Catalogue of Life.